# 松川サク

松川 サク（まつかわ さく、1892年（明治25年）3月19日 - 1986年（昭和61年）11月29日）は、日本の実業家であり、相模ゴム工業の初代会長である。
日本で初めてコンドームの開発と商品化に成功し、一代で相模ゴム工業を避妊器具のトップメーカーに育て上げた。

## 人物
神奈川県愛甲郡小鮎村（現：神奈川県厚木市）に生まれる。旧姓は市野。父は祖父から受け継いだ製紙工場を経営していた。6人兄弟の3番目の次女として生まれる。幼少期から負けず嫌いのわんぱく娘であった。

## 経歴
実業補習学校を4年間修了後に東京で行儀見習いを経験し、その後、同年の松川儀良と結婚した。
夫の勧めで、神奈川県一帯で横浜の長者町にて医療用酸素の卸売業を開始した。関東大震災後は薬剤師を雇用して東海薬局を開業する。夫との結婚生活は約15年間でその間に2児をもうけたが、1936年（昭和11年）に夫は突然の心臓麻痺により他界した。
1925年（大正14年）にイギリスのダンロップが遠心分離法による濃縮ラテックスの製造を開始し、これを基に天然ゴムラテックスが開発された。当時のコンドームの原料は生ゴムで、とても腐りやすく、ピンホールが多く、時間が経つと劣化し固まるという欠点があったため、松川は薄くて丈夫である天然ゴムラテックスに着目し、この素材を利用し新製品開発に取り組んだ。1934年（昭和9年）、東京目黒（現：大森）において、元薬剤師で研究者の武内重夫の協力を得て、アサヒラテックス研究所を設立し、日本最初のコンドームの製品化に成功し、製造販売を開始する。
1937年（昭和12年）には日本軍の軍需工場に指定され事業が順調に拡大した。1940年（昭和15年）には北京に分工場を設立したが、戦火が激化したため撤退し、1944年（昭和19年）12月に武内重夫を社長に迎え、故郷の厚木町に相模ゴム工業株式会社を改組・設立した。武内の没後、松川は1969年（昭和44年）に社長に就任し、1973年（昭和48年）に会長に就任した。
家族計画の重要性を広めるために来日したアメリカの産児制限運動の先駆者マーガレット・サンガーの講演を聴き、感銘を受けたことで、事業に対する信念を確固たるものとした。サンガーの初来日は1922年（大正11年）3月であり、彼女は乳児死亡率の低下や母子の精神的・身体的負担の軽減を目指して活動し、加藤シヅエらとともに「日本産児調整研究会」を発足させる契機となった。
「産めよ殖やせよ」が国策であった時代を経て、戦後のベビーブームを迎え、産児制限の認識が急速に広まり、コンドームは一般家庭での需要が高まるとともに、性病予防の役割も再評価された。
1966年（昭和41年）、スウェーデン政府は開発途上国への援助としてコンドームを無償提供することを決定した。これにより、スウェーデン政府の入札に参加し、落札・契約を果たしたことで、同社の世界市場での知名度が向上した。また、製品の品質の高さも評価され、輸出が飛躍的に増加した。
その後、経営は親族に引き継がれ、マレーシアに合弁会社を設立するなど、積極的に海外戦略を展開した。さらに、1970年代後半には、先進医療機器や福祉機器の輸入も開始した。
女性実業家の団体である日本ソロプチミストクラブの初代会長や全国商工会議所婦人連合会会長などを歴任し、地域商工業の振興に努める一方で、家庭教育の重要性も訴えた。1985年（昭和60年）には厚木市の名誉市民となった。
遺言により、小学生・中学生・高校生の自由研究、短大生や大学生の卒業論文を対象とした「松川サク工業賞」が設けられ、青少年の育成に貢献している。

## 関連作品
- 梶山季之著『奇妙な人たち』（講談社、1975年9月8日）ISBN 978-4-06-111776-1[2]
  - 『さっく一代』松川サクをモデルにした小説 page35～62
    - 主人公である小池サクが、コンドーム産業の創成期に活躍した女傑を描いた作品。